# Torre de Fukuoka
La Torre de Fukuoka (en inglés: 'Fukuoka Tower') es un edificio de 234 metros (767.7 pies) de altura localizado en el área de Momochihama de Fukuoka, Japón. Es la torre costera más alta de Japón. La Torre de Fukuoka fue terminada en 1989, demorándose la construcción un total de 14 meses y costando seis mil millones de yenes. El diseño fue del estudio Nikken Sekkei. Se construyó en un terreno ganado al mar en la bahía de Hakata.
La Torre de Fukuoka tiene tres miradores: uno a los 116 metros, otro a los 120 metros y el último a los 123 metros de altura.
La torre se diseñó para soportar terremotos de hasta 7 grados de magnitud y vientos de hasta 65 metros por segundo. El terremoto más fuerte registrado en la zona fue de magnitud 6, y los vientos más fuertes fueron de 49 metros por segundo.